# De la Grange
De la Grange var en svensk adelsätt varav en gren hade friherrlig rang.
Ättens stamfader Paul De la Grange var född i Frankrike, där hans ätt enligt Gabriel Anrep tillhörde uradeln. Karl IX inkallade honom till Sverige som lärare till prinsessorna Maria Elisabet och Kristina, och kvarblev vid hovet under Gustav II Adolf såsom page. År 1638 blev han jägmästare i Småland. Gabriel Anrep uppger att han hade åtta söner och två döttrar, och namnger två av sönerna, Lorentz och Erik De la Grange.
Lorentz De la Grange inträdde i militären och hade rangen av kapten i överste de Mortaignes regemente när han 1676 adlades med bibehållet namn. Han introducerades på Sveriges riddarhus 1680 med nummer 917. Hans hustru var Magdalena Stråle af Ekna, dotter till löjtnant Magnus Stråle af Ekna och Elisabeth Sabelsköld, och hon födde honom en dotter och en son. Sonen Magnus dog späd. Dottern Catharina Magdalena gifte sig med majoren Bertil Hammarhjelm, och slöt ätten på spinnsidan när hon avled, varmed ätten nr 917 slocknade.
Lorentz yngre bror Erik De la Grange var löjtnant vid Kalmar regemente när han adlades år 1692. Hans ätt introducerades året därpå med nummer 1245 och med ett annat vapen än broderns. Med första hustrun, som tillhörde ätten Silfversparre, fick han inga barn. Andra hustrun var Margareta Leijonhielm, en syster till Anders Eriksson Leijonhielm, dotter till Erik Baaz som hade adlats, och sondotter till biskop Joannes Baazius d.ä. Hon födde honom fem barn, varav den enda dottern avled späd. En av sönerna, Otto Johan, var korpral men ogift. Ätten fortlevde därmed i tre grenar genom sönerna Paul, Erik Gustaf och Johan Lorentz De la Grange.
Paul De la Grange var major och gift med friherrinnan Märta Mörner af Tuna, från vilket äktenskap ätten fortlevde i ett led på svärdssidan, med löjtnanten Erik Otto De la Grange, vars gren slocknade på svärdssidan år 1790 när hans son stupade under ryska kriget.
Erik Gustaf De la Grange var kapten och riddare av Svärdsorden, och gift med Sara Adlerfelt. Paret fick sju döttrar, varav fyra gifte sig och släckte denna gren på spinnsidan.
Johan Lorentz De la Grange var löjtnant och gift med sin kusin Catharina Leijonhielm, som han fick två barn med. Dottern Catharina var ogift. Sonen Erik Johan De la Grange var landshövding och generalmajor, och gifte sig med Elsa Maria av den adliga ätten Uggla nr 100. Av deras fyra barn var två döttrar gifta och en son ogift. Äldste sonen Johan Georg De la Grange upphöjdes år 1817 till friherre enligt 1809 års regeringsform, och introducerades året därefter med nummer 386. Hans hustru hette Sara Maria Linroth och hade vuxit upp på Gustavsviks herrgård. De fick fyra döttrar. När Johan Georg De la Grange avled 1844 slocknade såväl den adliga som friherrliga ätten på svärdssidan. På spinnsidan slocknade ätten med hans äldsta dotter Axianne Louise, som var gift med Carl August Lind af Hageby. En annan av hans döttrar var gift med Ivan Feodor Aminoff.